# Херефорд
Херефорд (на английски: Hereford) е областният град и най-големият град в Херефордшър, разположен на реката Уай. Катедралата на града е известна с това, че е съчетала неволно различни стилове.
Градът е бил търговски център най-вече за селскостопански продукти и животни (начело с известната порода едноиммени говеда).
Футболният отбор се нарича ФК Херефорд Юнайтед.
Един от центровете е на специалната авиодесантна служба.
В града се намира също така и хиподрум за надбягвания.

### На Английски
- Информационна страница
- Катедралата
- ln Hertford, Hereford and Hampshire hurricanes hardly ever happen, ютуб.сом

### На български
- Херефорд – най-разпространената порода говеда на Земята, агронет.бг
- Времето в Херефорд, Великобритания, синоптик.бг
- Днес ще ви разходя из Херефорд, laskasjourneys.blogspot.de
- Българин осъден на 10 г. за секс. престъпление във Великобритания, Херефорд, 15-12-2012, бгхелп.со.ук Архив на оригинала от 2014-11-29 в Wayback Machine.
- Момичето, което прави чудеса с косите, 2014-03-19, родинанюз.со.ук Архив на оригинала от 2014-11-29 в Wayback Machine.
- Подбор и обучение в специалните авиодесантни сили на Великобритания, старт.бг Архив на оригинала от 2017-10-22 в Wayback Machine.
- Най-добрата водка на света не е руска – а е произведената в Херефорд „Chase Vodka“, 14 юни 2010, пловдивмедиа.сом Архив на оригинала от 2014-11-29 в Wayback Machine.
- Най-евтините места за живеене в Обединеното кралство, февруари 3, 2014, инфозаук.сом Архив на оригинала от 2014-03-24 в Wayback Machine.